# Municipio de Fox (Ohio)
El municipio de Fox (en inglés: Fox Township) es un municipio ubicado en el condado de Carroll en el estado estadounidense de Ohio. En el año 2010 tenía una población de 1041 habitantes y una densidad poblacional de 11,12 personas por km².

## Geografía
El municipio de Fox se encuentra ubicado en las coordenadas 40°35′54″N 80°54′37″O / 40.59833, -80.91028. Según la Oficina del Censo de los Estados Unidos, el municipio tiene una superficie total de 93.65 km², de la cual 93,63 km² corresponden a tierra firme y (0,02 %) 0,02 km² es agua.

## Demografía
Según el censo de 2010, había 1041 personas residiendo en el municipio de Fox. La densidad de población era de 11,12 hab./km². De los 1041 habitantes, el municipio de Fox estaba compuesto por el 98,17 % blancos, el 0,19 % eran afroamericanos, el 0,19 % eran amerindios, el 0,19 % eran asiáticos, el 0,1 % eran de otras razas y el 1,15 % eran de una mezcla de razas. Del total de la población el 0,67 % eran hispanos o latinos de cualquier raza.